# Little Boots (EP)
A Little Boots Little Boots brit énekesnő második középlemeze, mely 2009. január 5-én jelent meg az Atlantic Records gondozásában.  Ugyanezen a napon egy átnézett változat is megjelent, digitális formában.

## Az album dalai
Eredeti
1. Stuck on Repeat (Szerkesztett) (Victoria Hesketh, Greg Kurstin, Joe Goddard) – 3:20
2. Meddle (Tenori-On Piano Version) (Hesketh, Kurstin, Goddard) – 3:12
3. Love Kills (Freddie Mercury, Giorgio Moroder) – 3:41

Átnézett
1. Mathematics (Hesketh, Kurstin, Goddard) – 3:24
2. Meddle (Tenori-On Piano Version) – 3:12
3. Love Kills – 3:41

## Fordítás
Ez a szócikk részben vagy egészben  a   Little Boots (EP) című angol Wikipédia-szócikk fordításán alapul.  Az eredeti cikk szerkesztőit annak laptörténete sorolja fel. Ez a jelzés csupán a megfogalmazás eredetét és a szerzői jogokat jelzi, nem szolgál a cikkben szereplő információk forrásmegjelöléseként.